# Beutenmühle (Dinkelsbühl)
Beutenmühle ist ein Gemeindeteil der Großen Kreisstadt Dinkelsbühl im Landkreis Ansbach (Mittelfranken, Bayern). Beutenmühle liegt in der Gemarkung Seidelsdorf.

## Geografie
Die Einöde liegt am Hausertsmühlbach, ein linker Zufluss des Walkenweiherbachs, der wiederum ein rechter Zufluss der Wörnitz ist. In unmittelbarer Nähe des Ortes befinden sich vier Weiher. Im Südosten ist auf dem Flurgebiet Lach ein Golfplatz angelegt worden. Im Westen liegt das Schusterholz. Ein Anliegerweg führt zur Staatsstraße 2218 (0,1 km nordöstlich), die nach Seidelsdorf (1,1 km südöstlich) bzw. nach Unterradach führt (1,1 km nordwestlich).

## Geschichte
Die Fraisch über Beutenmühle war strittig zwischen dem ansbachischen Oberamt Crailsheim, dem oettingen-spielbergischen Oberamt Mönchsroth und der Reichsstadt Dinkelsbühl. Gegen Ende des 18. Jahrhunderts gab es zwei Anwesen (1 Mühle, 1 Korbhaus). Grundherr war die katholische Kirchenpflege der Reichsstadt Dinkelsbühl. Von 1797 bis 1808 unterstand der Ort dem Justiz- und Kammeramt Crailsheim.
Infolge des Gemeindeedikts wurde Beutenmühle 1809 dem Steuerdistrikt Segringen und der Ruralgemeinde Seidelsdorf zugewiesen. Am 1. Juli 1970 wurde Beutenmühle nach Dinkelsbühl eingegliedert.

### Ehemaliges Baudenkmal
- Seidelsdorf 28: Mühle am Hausertsmühlbach; zweigeschossiges Wohn- und Mühlengebäude, verputzt, mit sechs zu vier Obergeschossfenstern; vermutlich Bau des frühen 19. Jahrhundert mit älterem Kern, erdgeschossig Wirtschaftsräume, Inschrift am Eingang der Mühle: „J. M. D. S.“ (= Johann Michael Dauberschmid) „1814“; Mühlrad, Türsturz des Wohnungseinganges bezeichnet „J. M. D. S. 1812“.[10]

### Einwohnerentwicklung
| Jahr      | 001818 | 001840 | 001861 | 001871 | 001885 | 001900 | 001925 | 001950 | 001961 | 001970 | 001987 | 002015 |
| Einwohner | 7      | 7      | 11     | 8      | 12     | 7      | 9      | 6      | 7      | 7      | 7      | 6      |
| Häuser    | 1      | 2      |        |        | 2      | 1      | 1      | 1      | 1      |        | 1      |        |
| Quelle    | [ 12 ] | [ 13 ] | [ 14 ] | [ 15 ] | [ 16 ] | [ 17 ] | [ 18 ] | [ 19 ] | [ 20 ] | [ 21 ] | [ 22 ] | [ 1 ]  |

## Religion
Der Ort ist seit der Reformation evangelisch-lutherisch geprägt und bis heute nach St. Vinzenz (Segringen) gepfarrt. Die Katholiken sind nach St. Georg (Dinkelsbühl) gepfarrt.